# Station Bishops Stortford
Bishops Stortford is een spoorwegstation van National Rail in Bishop's Stortford, East Hertfordshire in Engeland. Het station is eigendom van Network Rail en wordt beheerd door Greater Anglia. Het station is geopend in 1842.